# 1903 aux États-Unis
Pour des articles plus généraux, voir Chronologie des États-Unis et 1903.
Chronologie des États-Unis
- 1899
- 1900
- 1901
- 1902
- 1903
- 1904
- 1905
- 1906
- 1907

Cette page concerne des événements d'actualité qui se sont produits durant l'année 1903 du calendrier grégorien aux États-Unis.

## Événements
- 14 février[1] : création d’un « Bureau of Corporations » habilité à surveiller les combinaisons industrielles.
- 19 février : loi Elkins (Elkins Act). Roosevelt s’attaque à la pratique des « ristournes » discriminatoires des compagnies de chemins de fer, dont les tarifs n’ont cessé d’augmenter depuis 1900, en dépit de la concentration financière.
- 3 mars : modification des lois sur l’immigration aux États-Unis. Il faudra désormais payer une taxe pour entrer sur le territoire américain. Les « anarchistes » sont refoulés à la frontière.
- 22 mars : le gouvernement cubain abandonne l'entrée de la baie de Guantánamo aux Américains qui y installent une base militaire.
- 29 mars : liaison TSF entre Londres et New York. Roosevelt inaugure le premier câble de communication transatlantique.
- 30 mars : intervention américaine en République dominicaine
- Printemps : lors d’une grève d’ouvriers du textile à Kensington (Pennsylvanie), Mother Mary Jones organise une marche des enfants pour protester contre leur travail (284 000 enfants de 10 à 15 ans travaillent alors dans les mines, les manufactures et les usines). Theodore Roosevelt refuse de les recevoir.
- 16 juin : fondation à Détroit (États-Unis) par Henry Ford de la Ford Motor Company.
- 30 juin : une commission d’enquête gouvernementale témoigne des mauvais traitements infligés aux Noirs dans le sud des États-Unis.
- 20 octobre : conclusion du différend frontalier en Alaska entre les États-Unis et le Canada au profit des États-Unis.
- 18 novembre : le traité Hay-Bunau-Varilla accorde aux États-Unis, à perpétuité le contrôle et l'exploitation du canal de Panama. Le Panamá est sous protectorat américain (1903-1939).
- 17 décembre : premier vol de Wilbur Wright et Orville Wright.